# Callarge arcus
Callarge arcus är en fjärilsart som beskrevs av Bang-haas 1934. Callarge arcus ingår i släktet Callarge och familjen praktfjärilar. Inga underarter finns listade i Catalogue of Life.